# Courtella hamifera
Courtella hamifera är en stekelart som beskrevs av Jean-Jacques Kieffer 1912. Courtella hamifera ingår i släktet Courtella och familjen fikonsteklar. Inga underarter finns listade i Catalogue of Life.